# Ampelocissus thyrsiflora
Ampelocissus thyrsiflora là một loài thực vật hai lá mầm trong họ Nho. Loài này được (Blume) Planch. miêu tả khoa học đầu tiên năm 1887.